# 丹东号战列舰
丹东号战列舰（法語：Danton）是丹东级战列舰的首艦。本艦屬法國海軍1906年海軍擴張計畫的一環，是法國首艘使用蒸汽渦輪發動機的戰艦。1906年1月9日，丹東號在布雷斯特兵工廠鋪設龍骨，1909年7月4日時下水，至1911年7月24日時才服役於法國海軍。艦上的主要武器為4門305公釐45倍徑1906年型主砲，這些主砲配置於2座雙聯裝砲塔內。在航速上，本艦可達到19.2節（35.6每小時；22.1英里每小時）。儘管丹東號在1906年2月開始建造，然而以全裝重型火炮（All-Big-Gun）設計概念建造的无畏号战列舰開始於1906年12月服役於英國皇家海軍，這使得本艦及其同型艦在建造時即淪為二流戰艦。
在丹東號服役一星期後，前往英國參與英王喬治五世加冕禮。第一次世界大戰期間，丹東號主要在法國本土到北非之間的航線上執行護航任務，避免運輸艦隊遭到德國海軍艦艇的襲擊。1917年3月，丹東號準備前往希臘科孚島支援協約國海軍在亞得里亞海建立的奧特朗托封鎖線，然而當本艦航行至薩丁尼亞島西南方海域時遭到德國U-64號潛艇襲擊。艦體被魚雷擊中後因受損過大，支撐45分鐘後便沉入海底，共296名船員殉難。
2007年12月，海底探勘人員在丹東號沉沒海域一帶發現一艘未知沉船，經過多方查證後於2009年2月證實為丹東號殘骸，其發現位置與當時紀錄的沉沒地點相差數公里遠。探測人員利用儀器檢測後，發現丹東號的殘骸長期佇立在海底，並確認上層建築部分些許受損，但艦體與砲塔部分大致保存完好。

## 設計

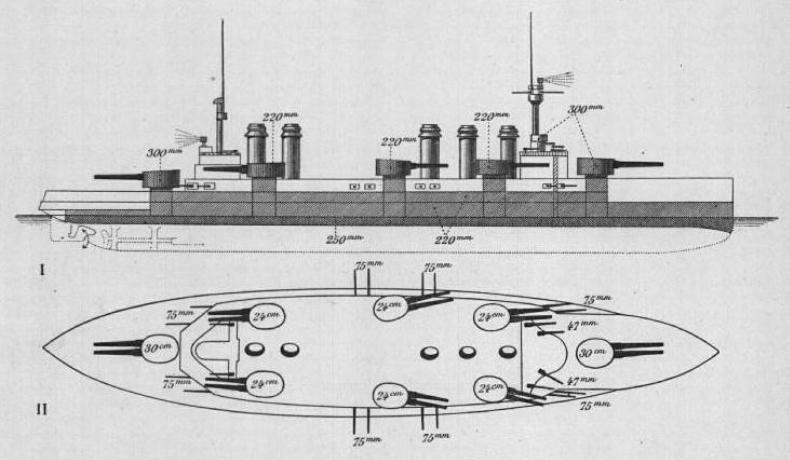
丹東級的描繪圖。

丹東號戰艦於1906年1月9日在布雷斯特兵工廠鋪設龍骨，1909年7月4日時下水；經過5年多的建造後，直至1911年7月24日才服役於法國海軍。本艦全長146.6（481英尺0英寸）、舰宽25.8（84英尺8英寸）、最大載重下吃水深度為9.2（30英尺2英寸）、滿載排水量19,736公噸（19,424長噸；21,755短噸）、艦上可容納681名人員；其推進系統由4組帕森式蒸汽渦輪發動機與26台貝爾維爾（Belleville）式鍋爐組成。本艦及其同型艦是法國首次將蒸汽渦輪發動機應用在軍艦用推進系統上，此設計可為艦艇提供22,500匹軸馬力（16,800千瓦特），使本艦的航速可達19節（35每小時；22英里每小時）左右。在出航時，艦上可攜帶2,027公噸（1,995長噸；2,234短噸）的燃煤，供給艦艇動力。
在武器配置上，丹東號的主要武器由4門305公釐45倍徑1906年型主砲組成，這些主砲配置於2座雙聯裝砲塔內，而這2座砲塔分別安裝在前甲板與後甲板的船艛建築上方。次要武器方面，12門240公釐50倍徑1902年型主砲配置在6座雙聯裝砲塔內，每邊船側分別各安裝3座砲塔。16門75（3.0英寸）口徑施耐德1908年型火砲與10門哈其開斯47（1.9英寸）口徑火砲構成艦上防禦敵魚雷艇的重要武器；另在船體水線下區域配有2組450（17.7英寸）口徑魚雷管。本艦的水線裝甲帶厚度為270（10.6英寸），主砲與司令塔側面由300（11.8英寸）厚的裝甲保護。
儘管丹東號與其同型艦比前一型自由級明顯改善許多，並為此增加3,000公噸（3,000長噸）以上的排水量，在地中海海域上也屬於砲速較快的軍艦；然而在建造完成前，其性能以明顯落後於同時代的無畏艦，在服役後也發現航行時需攜帶過多燃煤，使其成為一艘設計不成功的軍艦。

## 服役歷程
丹東號戰艦自1906年1月9日起在布雷斯特兵工廠開始建造，原預計在1909年5月下水，但因法國國內的社會主義者至船塢阻挠下水儀式進行，迫使本艦延遲至7月4日才正式下水。最終，本艦於1911年7月24日正式在法國海軍服役。丹東號在服役1星期後，至英國參與英王喬治五世加冕禮。返回法國本土後，丹東號被分派至法國地中海艦隊第1分艦隊，與本艦一同在該分隊的還有孔多塞號、韋尼奧號2艘同型艦，以及孤拔號、讓·巴爾號2艘無畏艦。1913年，丹東號準備從伊埃爾離開時，艦上一座砲塔突然爆炸，造成3名船員死亡、數人受傷。
第一次世界大戰爆發後，丹東號於第1戰鬥艦隊，由海軍中將蕭謝波拉（Chocheprat）指揮，主要任務為護衛從法國本土到北非之間的航路，確保法國在運輸士兵前往北非時能無虞德國格本号大巡洋舰與布雷斯勞號小巡洋艦的襲擊。在海軍中將奧古斯丁·布韋·德·拉佩雷爾指揮下，丹東號隨法國地中海艦隊於8月16日前往亞得里亞海組織奧特朗托封鎖線，阻止奧匈帝國海軍突破地中海海域。

### 沉沒
1917年3月，丹東號在土倫整補完畢後，準備前往希臘科孚島與法國艦隊會合，並預計支援奧特朗托封鎖線。當時丹東號的艦長為約瑟夫·保羅·馬塞爾·德拉格，在這次航行中，因有許多在其他軍艦上服役的船員準備搭乘本艦返回科孚島，使得艦上搭載人數超出原本的容納限制。當丹東號航行至薩丁尼亞島西南方海域時，於1917年3月19日遭遇德國U-64號潛艇，隨後本艦開始以Z字型航線避免被潛艇攻擊。然而在德艦長羅伯特·莫拉特指揮下，U-64號潛艇於13時17分成功地利用魚雷重創丹東號。一旁的鎚矛號驅逐艦與巡邏艦艇立刻靠近丹東號搶救人員，鎚矛號甚至試圖用深水炸彈反擊，但U-64號潛艇最終逃脫成功。在被魚雷擊中45分鐘後，丹東號的艦體因受創過重而沉入海底，艦上有806名船員獲救，但包括德拉格在內共296名船員殉難，其沉沒地點位於薩丁尼亞島西南方約22英里（19海里；35）以外海域。

## 發現
21世紀初，義大利與阿爾及利亞政府計畫在在地中海海底建造天然氣管道，這項計畫後來命名為GALSI專案。為了研究天然氣管道鋪設路線，專案小組委由荷蘭顧問公司輝固進行海底探勘作業。2007年12月，輝固公司所屬的探測人員在東經38度45分35秒，北緯8度3分30秒海底處發現一艘大型艦艇殘骸。經過多方查證後，於2009年2月證實該殘骸即丹東號戰艦。其發現位置與當時紀錄的沉沒地點相差數公里遠，而殘骸位於海平面下方超過1,000（550英尋；3,300英尺）處，儘管上層建築有些受損，但艦體與砲塔部分大致保存完好。

## 照片集

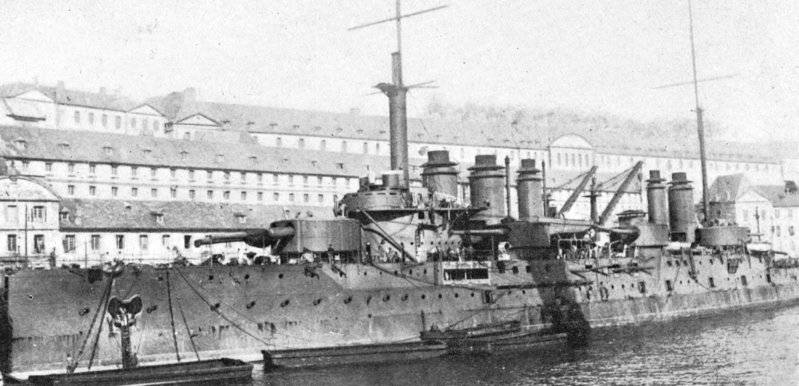
駐錨時的丹东号战列舰。
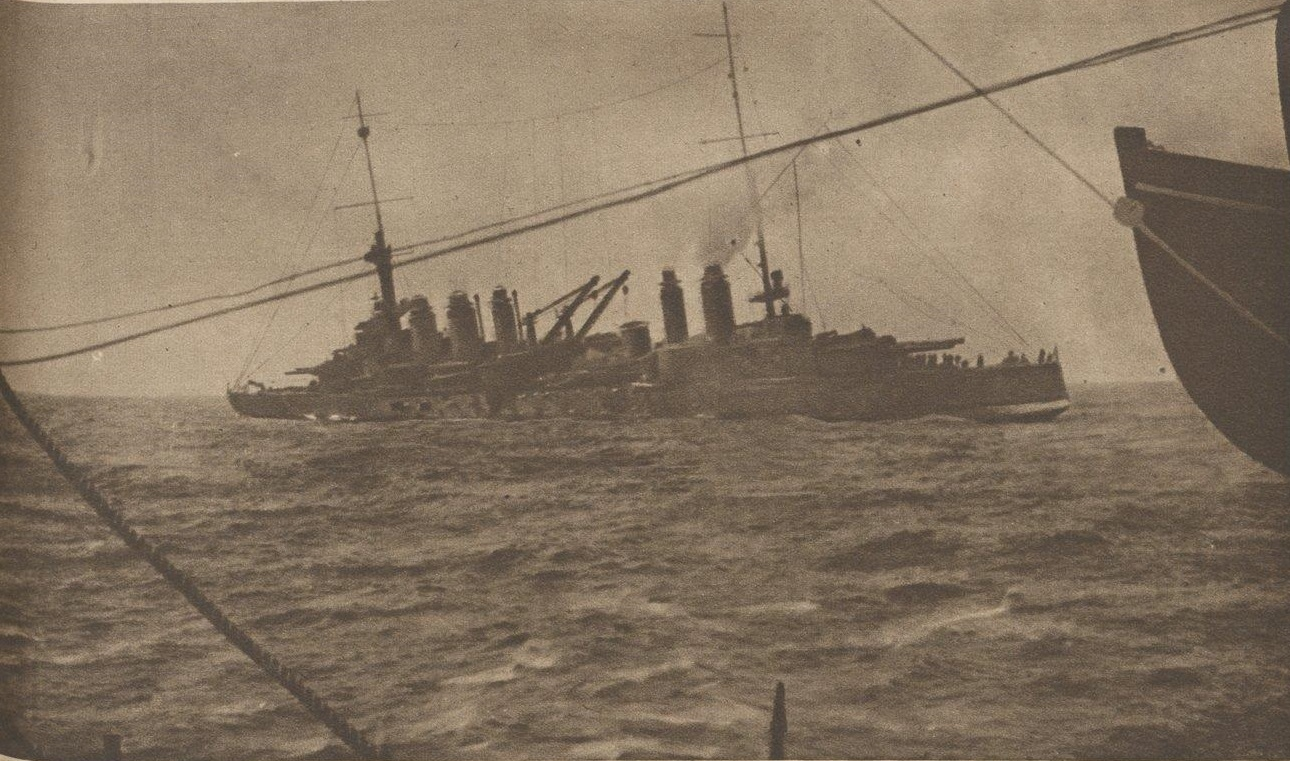
遭到U-64號潛艇襲擊後的丹東號戰艦，艦體因受損過重而即將傾覆。

## 外部連結
- The wreck of the Danton on www.wrecksite.eu（页面存档备份，存于）
- Video of wreck（页面存档备份，存于） BBC